# Riethoven
Riethoven – wieś w południowej Holandii, w prowincji Brabancja Północna, w gminie Bergeijk. Według stanu na 1 stycznia 2013 zamieszkiwały ją 2362 osoby. Riethoven od 1810 roku było siedzibą administracyjną gminy o tej samej nazwie. W 1997 roku gmina została włączona w obszar nowo powstałej gminy Bergeijk.

## Zabytki
W miejscowości znajduje się kościół pod wezwaniem Świętego Wilibrorda. Powstanie kościoła datuje się na XV wiek. W 1892 roku został znacznie przebudowany przez Caspara Franssen. Z pierwotnej budowli zachowały się fragmenty ścian i wieża kościelna. W 1930 roku dobudowano dwie nawy boczne. We wnętrzu znajdują się dwa neogotyckie ołtarze, jeden pochodzący z 1903 roku, wykonany przez Jana Custersa. Do 1936 roku w kościele znajdowała się relikwia świętego Willibrorda w postaci kawałka czaszki. Jej autentyczność została potwierdzona przez opactwo w Westmalle w 1853. Mimo że szczątki ukryte były w sejfie, zostały zgrabione i nigdy ich nie odnaleziono.